# Agryllus excultus
Agryllus excultus är en insektsart som beskrevs av Andrej Vasiljevitj Gorochov 1994. Agryllus excultus ingår i släktet Agryllus och familjen syrsor. Inga underarter finns listade i Catalogue of Life.